# Menophra periyangtsea
Menophra periyangtsea là một loài bướm đêm trong họ Geometridae.